# Arnulfo Arroyo Romero
Arnulfo Arroyo Romero (* 1865 in Mexiko-Stadt; † 16. September 1897 ebenda) war die Hauptperson der sogenannten Arroyo-Affäre, die den ersten Lynchmord in der Geschichte des unabhängigen Mexiko zur Folge hatte.

## Leben
Arnulfo Arroyo Romero war als Sohn eines Schneiders Angehöriger des Mittelstandes von Mexiko-Stadt. Er studierte Jura und war zuvor an der Militärhochschule eingeschrieben, wurde dort aber wegen mangelnder Disziplin ausgeschlossen.
In den kommenden Jahren verfiel er dem Alkohol. Aus nicht geklärten Gründen plante er, den Präsidenten Porfirio Díaz anzugreifen. Eine Parade zum mexikanischen Unabhängigkeitstag am Morgen des 16. September 1897 nutzte Arroyo Romero, um dem Präsidenten einen Stoß auf den Kopf zu versetzen. Daraufhin wurde er vom Personenschutz des Herrschers festgenommen, zur Wache am Haupteingang des Palacio Nacional gebracht und später im Gefängnis durch Mitgefangene ermordet. Regierungstreue Zeitungen verbreiteten nach dem Vorfall Gerüchte, Präsident Díaz sei brutal angegriffen worden und dabei gestorben. In Wahrheit blieb der Präsident unverletzt.
José Guadalupe Posada fertigte ein Bild vom misshandelten Körper des Arroyo Romero, das auf der Titelseite der Tageszeitung El Popular veröffentlicht wurde. Im Verlauf der Untersuchung des Falles beging der Polizeichef von Mexiko-Stadt Suizid und andere Polizisten, darunter Antonio Villavicencio, kamen in Haft.